# Aulepa
Aulepa (Zweeds: Dirslätt) is een plaats in de Estlandse gemeente Lääne-Nigula, provincie Läänemaa. De plaats heeft de status van dorp (Estisch: küla).
Tot in oktober 2017 viel Aulepa onder de gemeente Noarootsi. In die maand werd Noarootsi bij de fusiegemeente Lääne-Nigula gevoegd.

## Bevolking
Het dorp had 12 inwoners op 31 december 2011 en eveneens 12 inwoners op 31 december 2021.